# 불가살이전
《불가살이전》(不可殺爾傳)은 1921년 일제 강점기에 쓰인 현병주의 소설이다. 고려 말부터 조선 건국 시기까지를 배경으로 하고 있다. 쇠를 먹고 자라는 기이한 생물 불가살이가 외적을 물리치고 이성계의 조선 건국을 돕는다는 이야기다. 현병주는 일제의 검열을 피하고자 작품의 배경이 된 역사의 일부를 가공했지만, 그 안에서도 살아남은 사람들이 자신의 정체성을 잃지 않기를 바라는 염원이 담겨 있다.

## 배경
1921년 현병주가 일제 강점기에 쓴 소설로 고려 말부터 조선의 건국까지를 배경으로 하고 있다. 고려 의종 때 최시랑이 난리를 피해 흥국사에 있던 중 기이한 암자에 갔다가 비석 밑의 구멍에서 동방청제의 아들인 불가살이를 풀어 준다. 불가살이는 최시랑에게 감사의 뜻으로 구슬 세 개를 주고 사라졌다. 이후 최시랑은 3대 동안 부귀영화를 누렸으나, 고려는 요승 신돈에 의해 더욱 혼란스러워진다. 이때 이성계는 신이한 승려와 점쟁이에게 장차 존귀한 왕이 될 것이라는 예언을 듣게 되고, 홍건적과 맞서게 된다. 이성계는 홍건적의 장수 아지발도를 무찌르고, 불가살이가 나타나 적의 병장기를 먹어 치우고 불덩어리로 변해 적들을 무찌른다. 불가살이는 남방의 적장 꿈에 나타나 이성계와 대적하지 말고 항복하라 위협해 전쟁을 승리로 이끈다. 이후 이성계는 위화도에서 회군하고 마침내 조선을 건국한다.
이 작품의 전체적인 흐름은 이성계의 조선 건국을 따라가고 있지만, 일본의 장수인 아지발도가 홍건적의 장수로 표현되어 있는 것처럼 내용의 일부는 실제 역사와 다르게 나타나 있다. 또 대개 불가살이 설화에서 불가살이는 퇴치되는 존재로 등장하는데, 현병주는 불가살이를 신격화시켰다. 이런 오류와 상이함은 현병주가 혼동을 했다기보다 내용이 허구라는 점을 강조해 검열을 피한 것이며, 기이한 존재를 내세워 이성계의 조선 건국을 신성시한 것으로 볼 수 있다. 즉, 일제의 지배하에 한국형 요물인 불가살이를 내세우고 조선의 정당성을 표방한 것이다. 이 작품은 국권 침탈의 상황 속에서 출판 탄압이 행해지는 가운데 교묘하게 허구를 버무려, 살아남은 국민들이 마지막까지 자신의 정체성과 조국에 대한 자긍심을 잃지 않도록 했다는 데에 그 의의가 있다.

## 같이 보기
- 불가사리 (전설)